# Ushibana Takeshi
Takeshi Ushibana (sinh ngày 21 tháng 9 năm 1977) là một cầu thủ bóng đá người Nhật Bản.

## Sự nghiệp câu lạc bộ
Takeshi Ushibana đã từng chơi cho Avispa Fukuoka và YKK AP.